# Austrolestes annulosus
Espèce
Austrolestes annulosus est une espèce de demoiselles, de la famille des Lestidae. Comme tous les lestes, il a les ailes transparentes et de longs ptérostigmas.

## Taxonomie
Il a d'abord été décrit par Edmond de Sélys Longchamps en 1862.

## Description
Son abdomen fait 3 cm de long. Il peut facilement être confondu avec C. lyelli ou C. billinghursti mais on peut l'en différencier grâce aux dessins dorsaux. C'est une mince demoiselle de taille moyenne dont la couleur dépend de la maturité et la température. Cependant, la plupart sont d'un bleu saisissant, avec de petites marques noires. Les femelles sont légèrement plus robustes que les mâles, et ont une coloration noire et blanc/bleu pâle.

## Répartition et habitat
Elle est largement répandue dans la plupart de l'Australie, sauf dans les régions nord et nord-est. Elle est active de septembre à avril sur les plans d'eau comme les piscines, les cours d'eau, les lacs et étangs, y compris les mares temporaires.

## Galerie

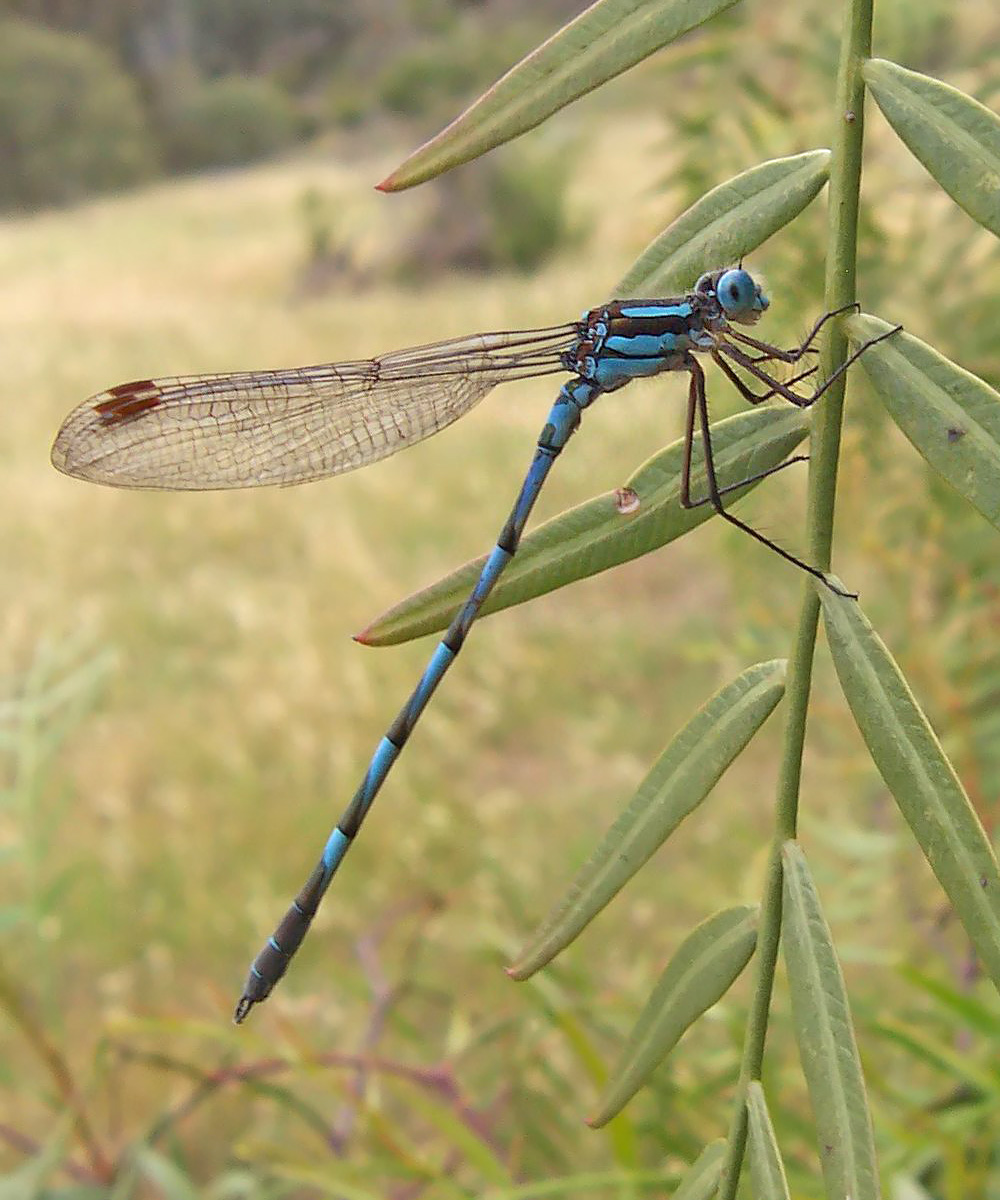
Mâle